# 马罗桑
马罗桑（法語：Maraussan，法語發音：[maʁosɑ̃]）是法国埃罗省的一个市镇，属于贝济耶区。

## 地理
马罗桑（43°22'0"N, 3°9'28"E）面积12.37 平方千米，位于法国奧克西塔尼大區埃罗省，该省份为法国南部沿海省份，南濒地中海，西南接奥德省，西北接塔恩省和阿韦龙省，东北与加尔省接壤。
与马罗桑接壤的市镇（或旧市镇、城区）包括：貝濟耶、卡祖勒莱贝济耶、奥尔布河畔利尼昂、莫雷扬、泰藏莱贝济耶。

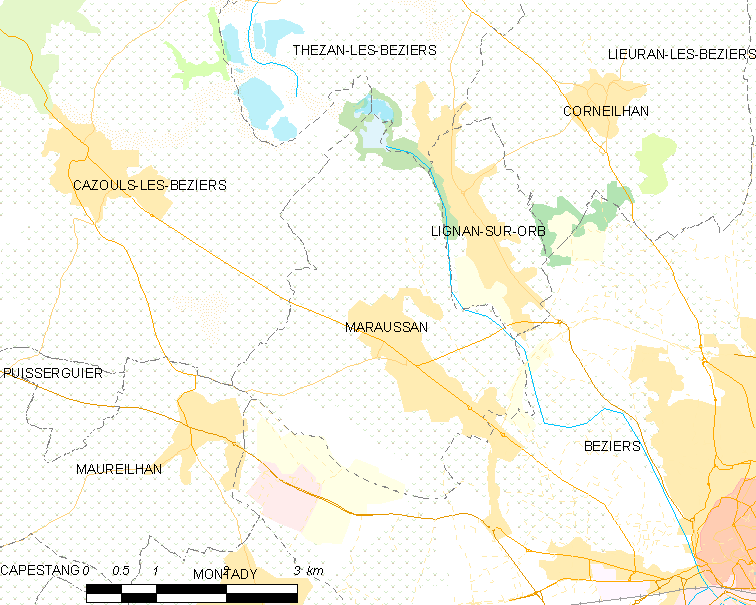
马罗桑的OSM定位图

马罗桑的时区为UTC+01:00、UTC+02:00（夏令时）。

## 行政
马罗桑的邮政编码为34370，INSEE市镇编码为34148。

## 政治
马罗桑所属的省级选区为卡祖勒莱贝济耶县。

## 人口

1962-2008年间马罗桑人口变化图示

马罗桑于2022年1月1日时的人口数量为4693人。